# Corte Madera
Corte Madera ist eine Stadt in Marin County im US-Bundesstaat Kalifornien mit 10.222 Einwohnern (Stand: 2020). Die geographischen Koordinaten sind: 37,92° Nord, 122,52° West. Das Stadtgebiet hat eine Größe von 11,4 km².